# 第454炮兵旅 (以色列)
第454炮兵旅（希伯來語：‎）是以色列国防军的預備役旅，隸屬於以色列砲兵軍，下轄439、670、7394和9305預備役營，成立於1978年。此後，該旅一直活躍於以軍軍事行動，如第一次黎巴嫩戰爭、第二次黎巴嫩戰爭及以色列—哈瑪斯戰爭。